# 2020年東京オリンピックの聖火リレー

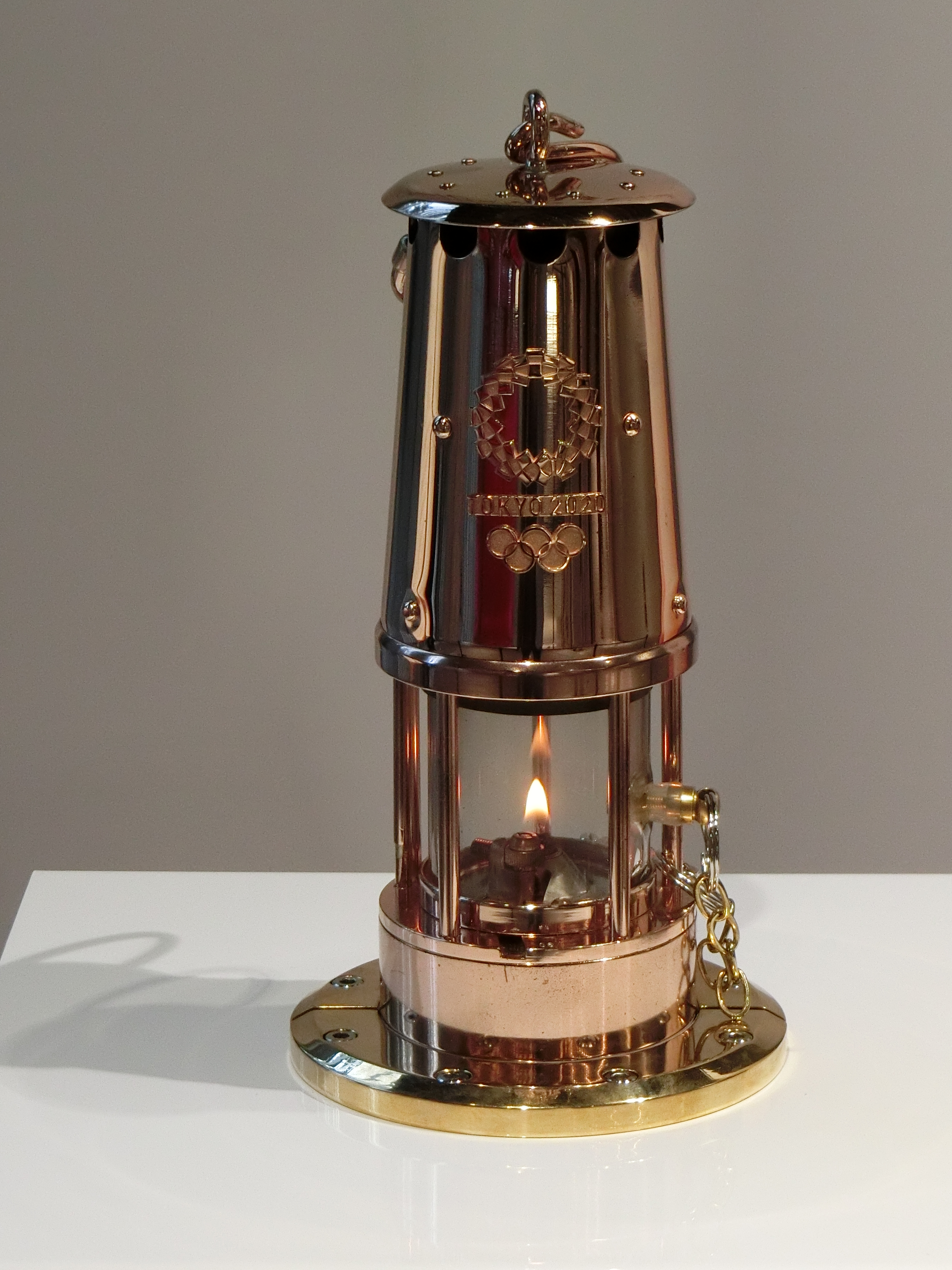
2020年東京オリンピックの聖火

2020年東京オリンピックの聖火リレー（2020ねんとうきょうオリンピックのせいかリレー）では、2020年から2021年にかけて行われた東京2020オリンピック競技大会の聖火リレーについて記載する。

## 概要
2020年3月12日にギリシャオリンピアで採火され、3月20日に日本に到着後は宮城県、岩手県、福島県で展示されたが、新型コロナウイルス感染症（COVID-19）流行の影響で延期となった。翌年3月25日に福島県のJヴィレッジを出発し、121日をかけて全国857市区町村を回り、7月23日の開会式で点火された。
聖火ランナーは公募により1万人程度が選ばれた。聖火リレーについて、組織委員会はスポンサー企業4社と各都道府県実行委員会が行ったランナー公募に延べ53万5717件の応募があったと発表した。日本人最初のアテネを走る聖火ランナーとして、2004年アテネオリンピック女子マラソン金メダリストの野口みずきが選ばれた。日本国内を最初に走る聖火ランナーとして2011 FIFA女子ワールドカップ優勝時のワールドカップ日本女子代表メンバーが選ばれた。
開会式においては、オリンピックスタジアムにモーリス・ラヴェルの「ボレロ」が流れている中で、元レスリング選手の吉田沙保里と元柔道選手の野村忠宏の2名、元野球選手の長嶋茂雄、王貞治、松井秀喜の3名、クルーズ客船「ダイヤモンド・プリンセス」で発生した新型コロナウイルス感染症の集団感染の対応にあたった医師の大橋博樹と看護師の北川純子、東京パラリンピック・トライアスロン出場予定選手の土田和歌子、東日本大震災の被災地のうち岩手県、宮城県、福島県の児童6名が聖火を引き継ぎ、テニス選手で今大会にも出場の大坂なおみが最終ランナーを務め、聖火台に点火した。聖火台への点火時には冨田勲作曲の管弦楽作品『ドクター・コッペリウス』より、「第7楽章 日の出 Rise of The Planet 9」が演奏された

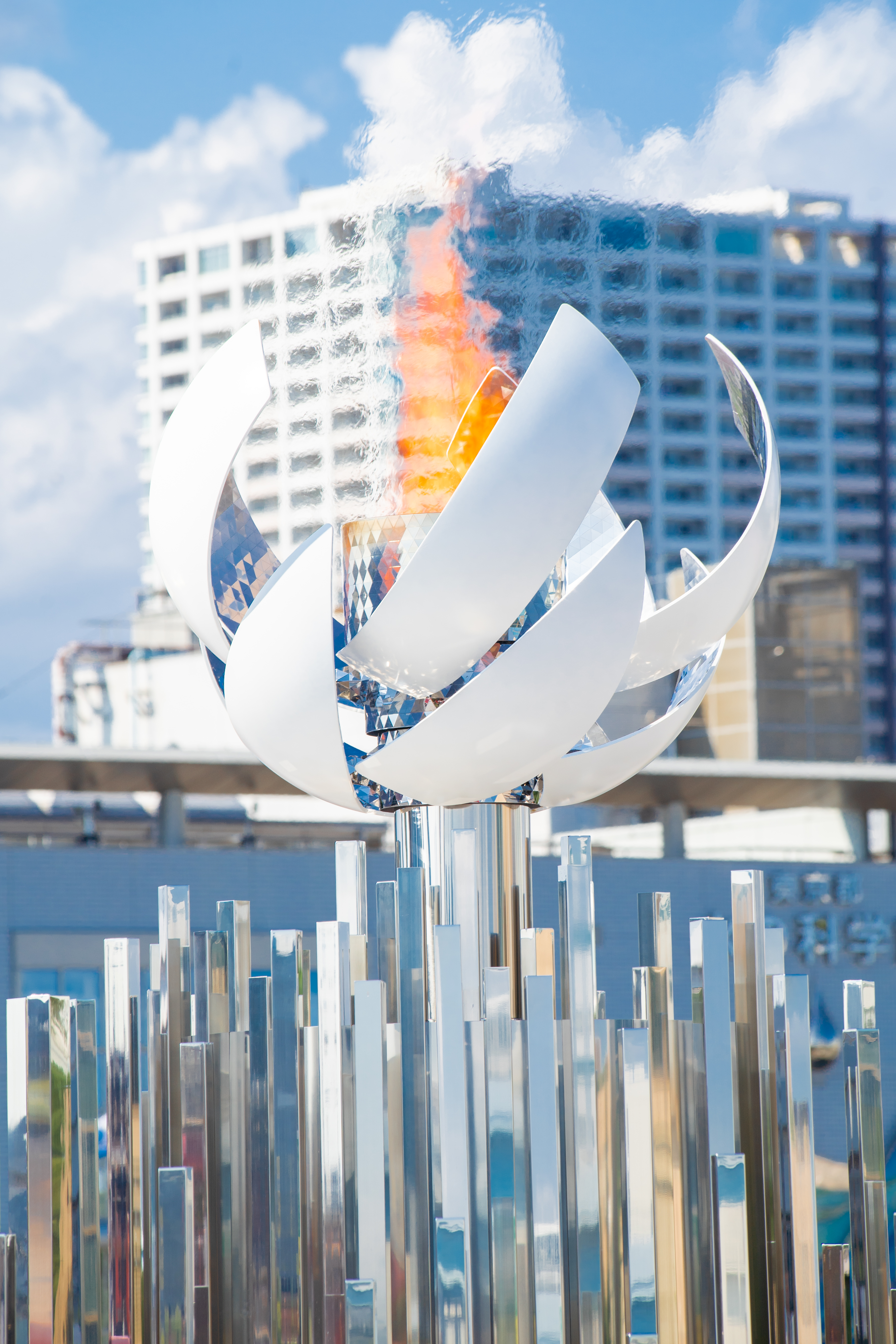
夢の大橋に移された聖火台

なお、聖火は消防法との兼ね合いで大会期間中、オリンピックスタジアムに点火し続けるのは困難であったため、開会式後、江東区の夢の大橋に移され、元バドミントン選手の高橋礼華が再度点火した。
閉会式においては、オリンピックスタジアムのステージ上に大竹しのぶ（女優）と杉並児童合唱団が登壇し、宮沢賢治の「星めぐりの歌」を歌唱。続いて聖火納火時には点火時と同じく冨田勲の手によるシンセサイザー音楽『月の光』（ドビュッシー作曲の「月の光」のアレンジ）が流れ、ここに17日間にわたる大会が幕を閉じた。

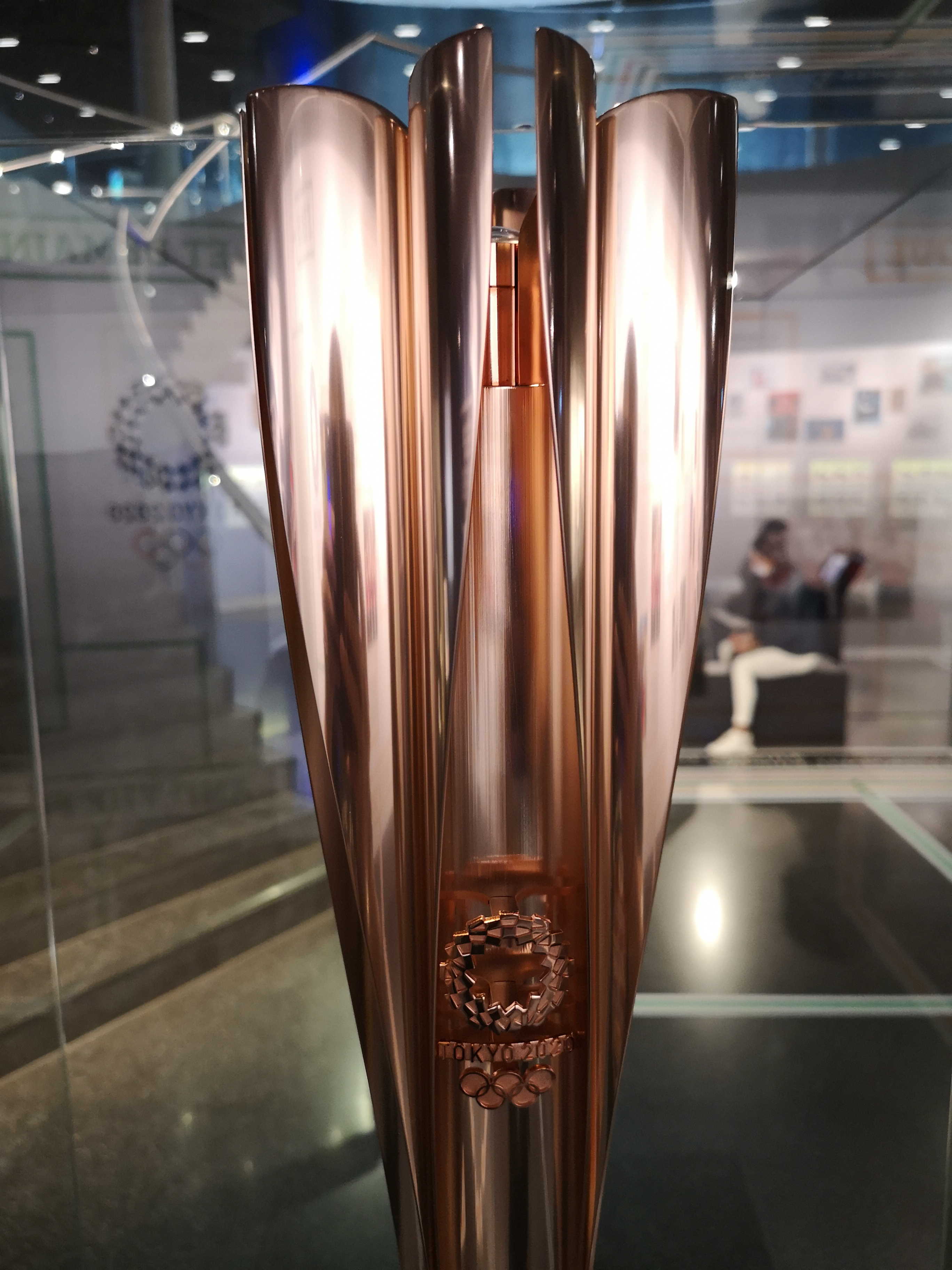
聖火リレーで使われるトーチ

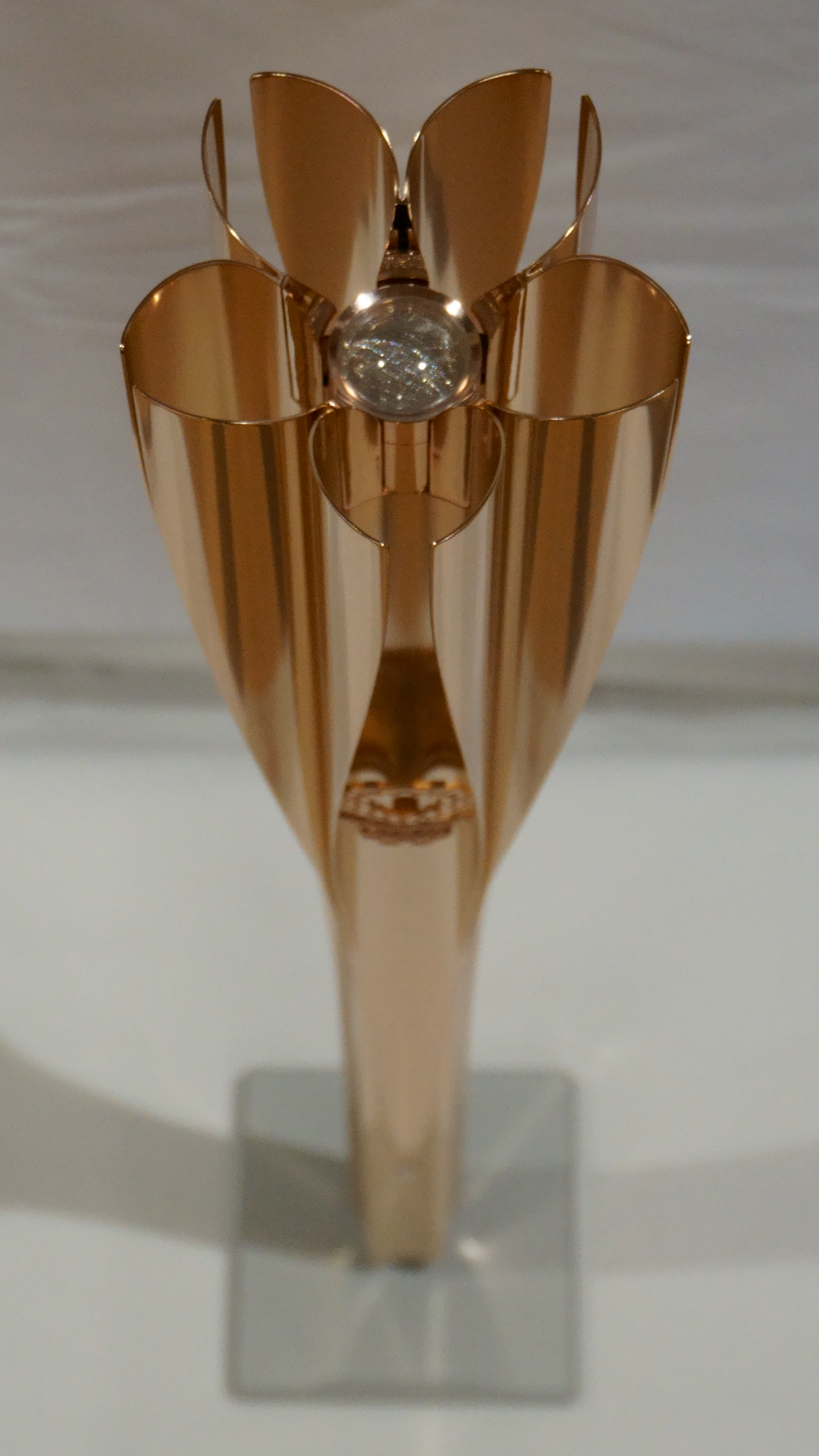
聖火リレーで使われるトーチ（上から）

桜の形状をした、聖火リレートーチ、聖火皿のデザインは、世界で著名なデザイナーの一人である、吉岡徳仁が担当。デザインの特徴は、震災後被災地の仮設住宅で使用されていたアルミニウムを溶かし、一体成形で製造するなど、革新的なデザインは世界の話題となった。

## 採火
聖火の採火式は2020年3月12日、古代オリンピック発祥の地であるギリシャのオリンピア遺跡ヘーラー神殿前で行われ、炉の女神ヘスティアーを祀る巫女役の女性により凹面鏡で太陽光が集められて火が点された。2016年リオデジャネイロオリンピックの射撃競技女子25mピストル金メダリストアンナ・コラカキ（ギリシャ）が女性初の聖火リレー第1走者となり、2004年アテネオリンピックの陸上競技・女子マラソン金メダリスト野口みずきが第2走者を担った。
ギリシャ国内をリレーする予定だったが、新型コロナウイルス（SARS-CoV-2）感染拡大の影響で翌13日の途中から中止。聖火は3月19日にアテネで大会組織委員会に引き継がれた。

## 展示

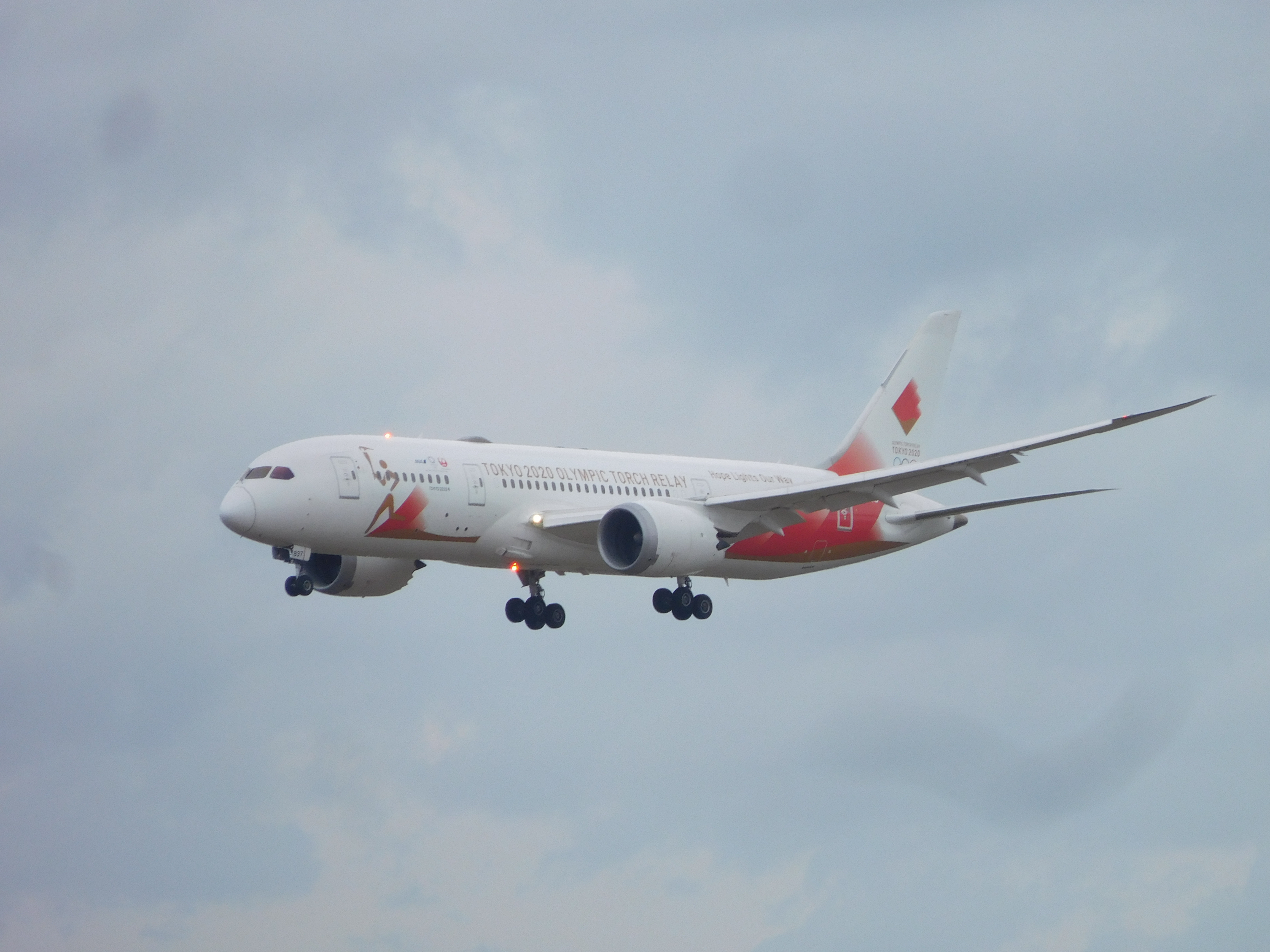
日本航空の聖火特別輸送機「TOKYO 2020 号」
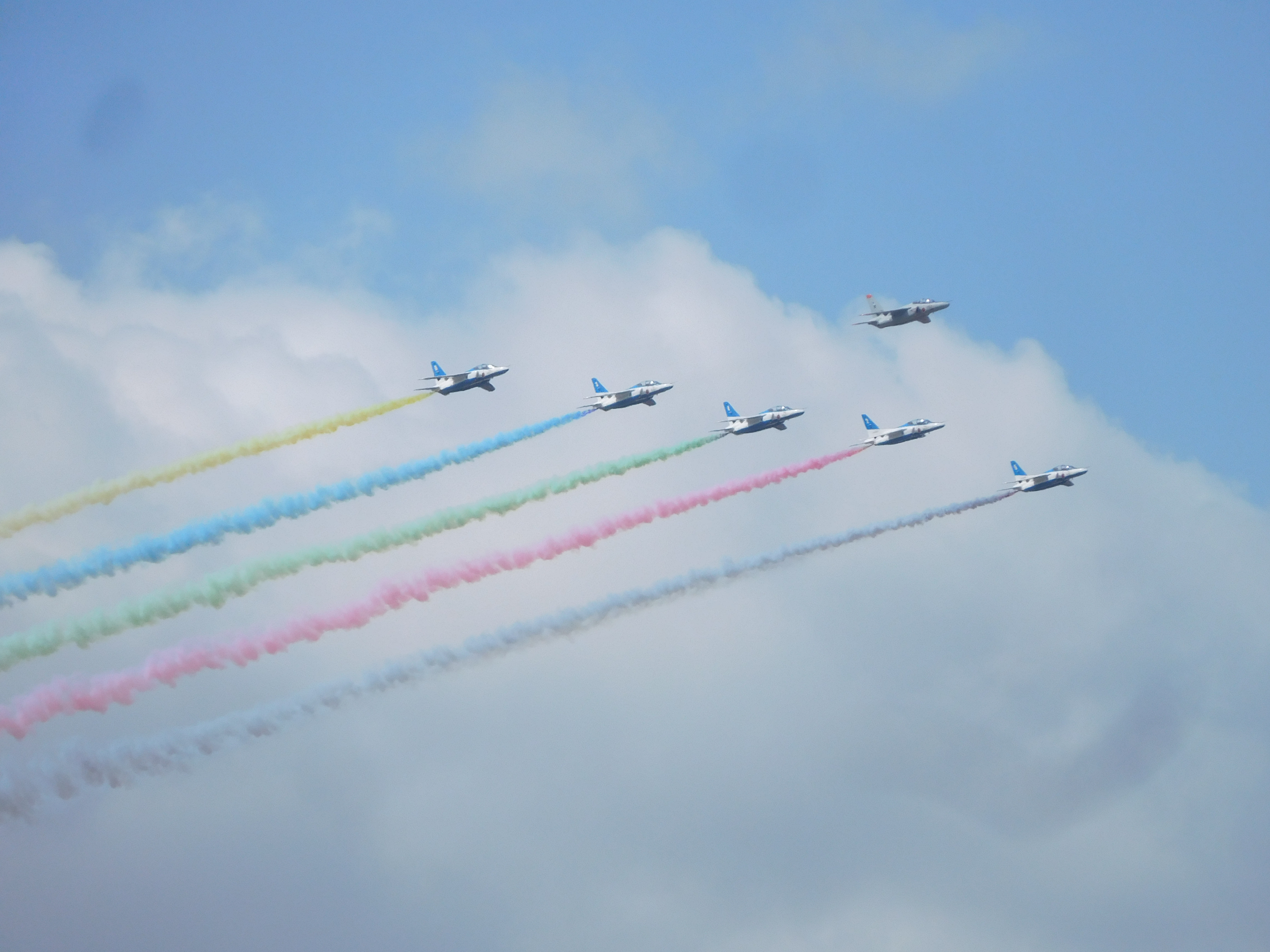
聖火到着式でのブルーインパルス
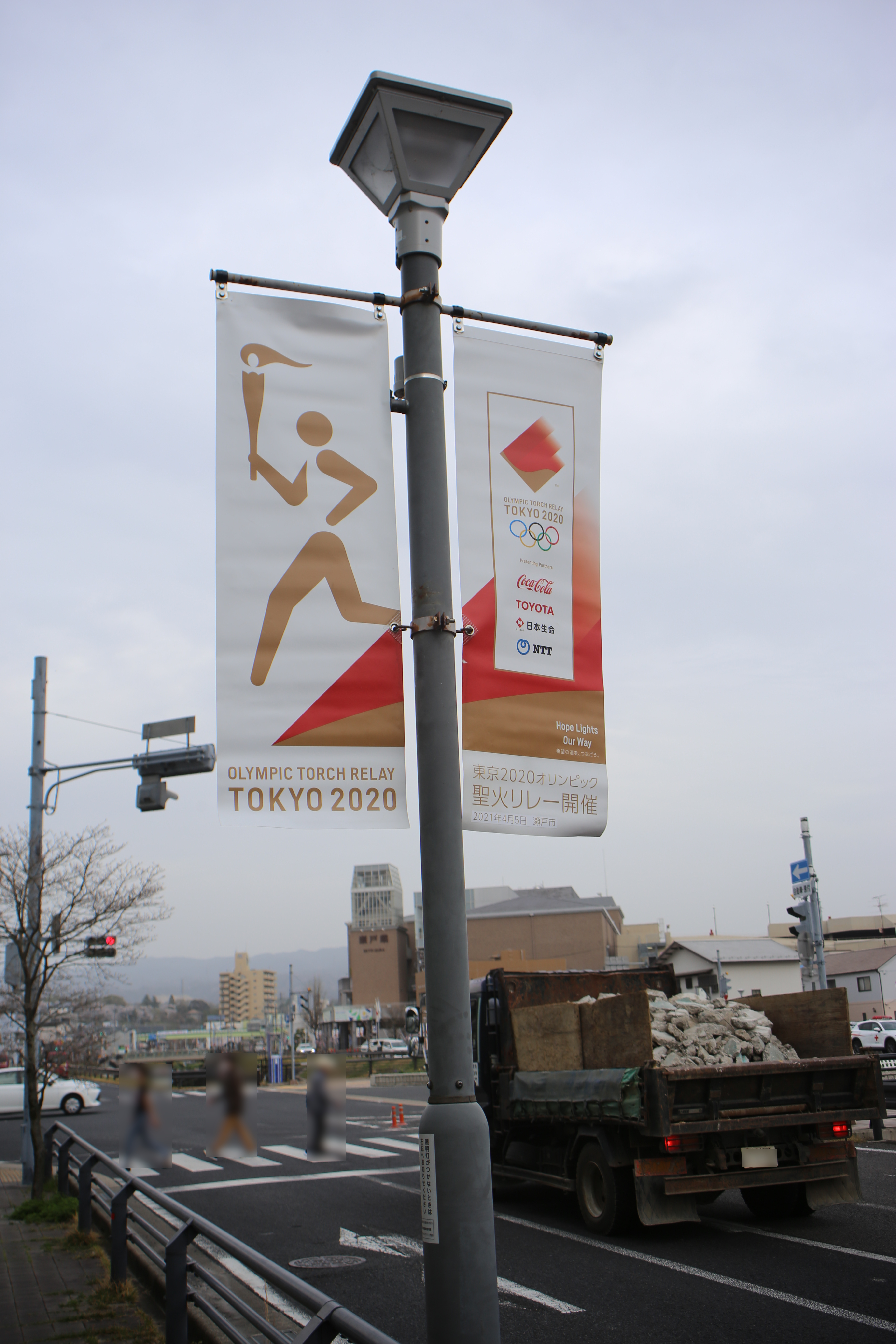

聖火は2020年3月20日に特別輸送機「TOKYO 2020 号」で日本へ到着し、航空自衛隊松島基地での到着式を経て東日本大震災の被災地に移された。日本国内リレーに先立ち、宮城、岩手、福島で「復興の火」として展示され、全線復旧したばかりの三陸鉄道などを巡った。会場で点される聖火皿は、リレーに用いられるトーチと同じく桜の花をモチーフにしたデザインで、高さ約150センチメートル、重量約200キログラムのもの。主な素材はアルミニウムで、復興仮設住宅のアルミ廃材が一部再利用された。
| 「復興の火」の展示会場 | 「復興の火」の展示会場 | 「復興の火」の展示会場                                                                          |
| 日付                   | 都道府県               | 会場                                                                                            |
| ---------------------- | ---------------------- | ----------------------------------------------------------------------------------------------- |
| 2020年3月20日〜3月21日 | 宮城県                 | - 2020年3月20日: 石巻南浜津波復興祈念公園 (石巻市) - 2020年3月21日: 仙台駅 (仙台市)             |
| 2020年3月22日〜3月23日 | 岩手県                 | - 2020年3月22日: 三陸鉄道 (石巻市、釜石駅、花巻駅) - 2020年3月23日: キャッセン大船渡 (大船渡市) |
| 2020年3月24日〜3月25日 | 福島県                 | - 2020年3月24日: 福島駅 (福島市) - 2020年3月25日: アクアマリンふくしま (いわき市)               |

しかし、直後に五輪の延期が決定したため、2020年3月26日に予定されていたJヴィレッジでのグランドスタートが凍結された。聖火は日本に残り、2020年9月から日本オリンピックミュージアムにて展示され、11月からは14道府県の73市町村で巡回展示されることとなった。

## 参加

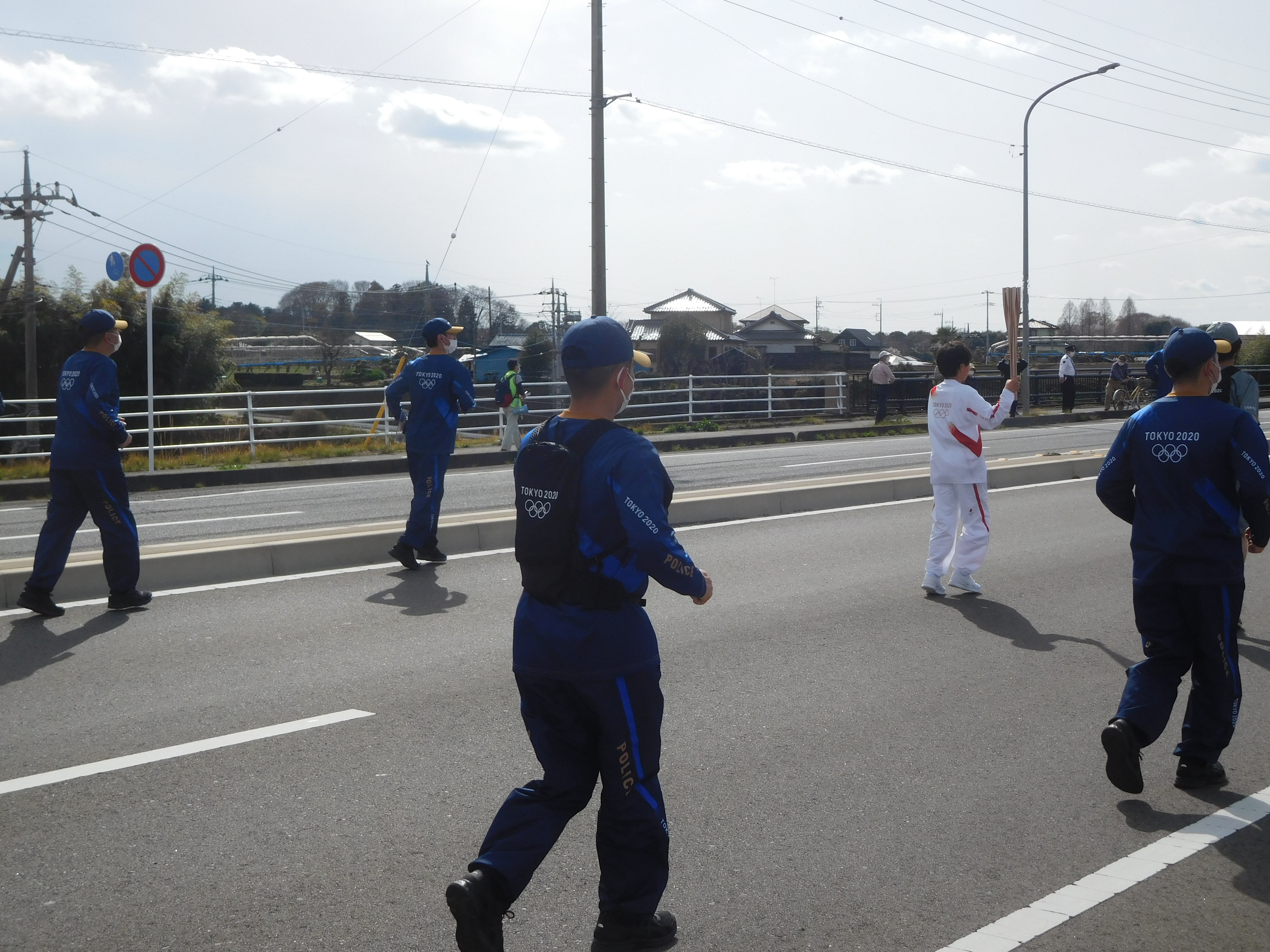
聖火ランナーと伴走の警察官（栃木県壬生町）

2020年東京オリンピックの聖火リレーでは、それぞれの地方で「聖火リレー」というイベントを開催して回るという形になっている。1964年の東京オリンピックでは文字通り聖火リレーで聖火を運んだため走者の数も10万人を超えたが、2020年の東京オリンピックでは大部分の行程を車で運ぶため、走者の数も1/10程度の1万人程度と大幅に削減された。ルートに指定された自治体では2-3kmほどを聖火ランナーが運び、あとは車で運搬され次の自治体に移動する。1人あたりの距離は200メートルと決められており、走行時間の目安は2分間とされている。1964年東京オリンピックでは、多数の伴走者が聖火ランナーの後ろを走ったが、2020年の東京オリンピックでは一部区間を除いて伴走は許可されていない。
聖火ランナーは、左右3人ずつの警察官に護衛されながら走る。伴走する警察官は各都道府県警察の機動隊や警察署の中から選抜され、時速6キロメートルで走る。
走者が運ぶのは消えても構わない分身ともいえる火であり、聖火の種火自体はランタンに入れられて車で併走される。雨や風などのトラブルによりトーチの火が消えてしまった場合、ランタンから種火を移す形でリレーは継続される。
1日の聖火リレーの最終到着市区町村では聖火到着を祝う「セレブレーション」が開催される。最終日を除き113会場でセレブレーションが行われることになっている。
芸能人・スポーツ選手も各御当地でランナーを務めた。また、この大会での最高齢のランナーは箱石シツイであり、当時104歳であった。

## 日本国内のルート
日本国内ルートの出発地には、3月末の気候などから1964年大会と同じく沖縄県とする案もあったが、東日本大震災被災地である福島県が選ばれた。聖火リレーの日数は国際オリンピック委員会の内規で、一筆書きで100日以内と定められているが、延長が承認された。東北地方太平洋沖地震の津波（東日本大震災）に耐えた奇跡の一本松や、熊本地震で被害を受けた熊本城などの被災地のほか、世界遺産なども通過する。

### 東京都区間
2021年7月9日 (100日)
01. 町田市
2021年7月10日 (101日)
02. 八王子市
2021年7月11日 (102日)
03. 瑞穂町
2021年7月12日 (103日)
04. 立川市
2021年7月13日 (104日)
05. 東村山市
2021年7月14日 (105日)
06. 府中市
2021年7月16日 (107日、後半)
016. 武蔵野市
2021年7月17日 (108日)
017. 練馬区
2021年7月18日 (109日)
018. 足立区
2021年7月19日 (110日)
019. 荒川区
2021年7月20日 (111日)
020. 中央区
2021年7月21日 (112日)
021. 品川区
2021年7月22日 (113日)
022. 港区
2021年7月23日 (114日)
023. オリンピックスタジアム
2021年7月15日 (106日)
07. 三宅村
08. 神津島村
09. 新島村 (新島、式根島)
010. 利島村
011. 大島町
2021年7月16日 (107日、前半)
012. 御蔵島村
013. 八丈町
014. 青ヶ島村
015. 小笠原村 (父島、母島)

### ルートの変更
- 大阪府：2021年4月1日に吉村知事は、大阪市内の聖火リレーを中止する意向を示した[22]。その後に更に感染が拡大したため、7日に「医療非常事態宣言」を発出し不要不急の外出自粛を大阪府民に求めたことを踏まえ、府内全域の公道での聖火リレーを中止することを決定した[23]。13、14日両日の聖火リレーは万博記念公園の中の周回コースで実施され、無観客であった[24]。
- 愛媛県：県から国へまん延防止等重点措置の適用を要請している状況であったことから、松山市でのリレーを中止し、松山市で走る予定だった27人が5 mの間隔を取って整列し、順番にトーチの火を移す「点火セレモニー」に変更した[25]。
- 沖縄県：沖縄本島では公道でのリレーを中止し、1日目は名護市民会館周辺[26]、2日目は平和祈念公園（糸満市）で[27]一般観客を入れずに実施した[26][27]。1日目の石垣市では公道でのリレーを実施し[26]、2日目の座間味村ではランナーがサバニに乗って聖火をつないだ[27]。
- 福岡県：緊急事態宣言が発令されたため、5月7日の時点では、1日目に平和台陸上競技場（福岡市）、2日目に関門海峡ミュージアムイベント広場（北九州市）にランナーを集めて整列した状態で聖火をつなぐ形式とすると発表していた[28]。5月10日になり、式典の舞台上で3メートルほど走る形に変更[28]し、聖火ランナーを務める予定だった人のうち、各日希望者約90人が会場入りし、点火セレモニーを開催した[29][30]。リレーを行わず、点火セレモニーだけにした都道府県は福岡県が初である[29]。
- 山口県：1日目はリレーを中止し、代表者1名が聖火皿に点火するセレモニーを山口市で開催した[31]。2日目は下関市で中止したほかは公道でリレーを実施した[32]。
- 広島県：2日間とも公道でのリレーは行わず[33]、1日目は広島平和記念公園でトーチキスを行う点火セレモニーを[34]、2日目は福山市総合体育館周辺を走る点火セレモニーを開催した[33]。
- 岡山県：2日間とも公道でのリレーは行わず[35]、1日目は岡山城で[36]、2日目は津山中央公園で[35]、ランナーが1列に並んでトーチキスを行う点火セレモニーを開催した[35][36]。
- 兵庫県：2日間とも公道でのリレーは行わず[37]、1日目は姫路城三の丸広場のステージ上でトーチキスを行う点火セレモニーを[38]、2日目は篠山城三の丸広場を走る点火セレモニーを開催した[37]。
- 京都府：2日間とも公道でのリレーは行わず、2日間とも京都府立京都スタジアム（亀岡市）で1人50m走る形に変更した[39][40]。
- 石川県：2日間とも公道でのリレーは行わず、1日目は金沢城公園の三の丸広場でトーチキスを行う点火セレモニーを開催した[41]。

## パートナー
- プレゼンティングパートナー

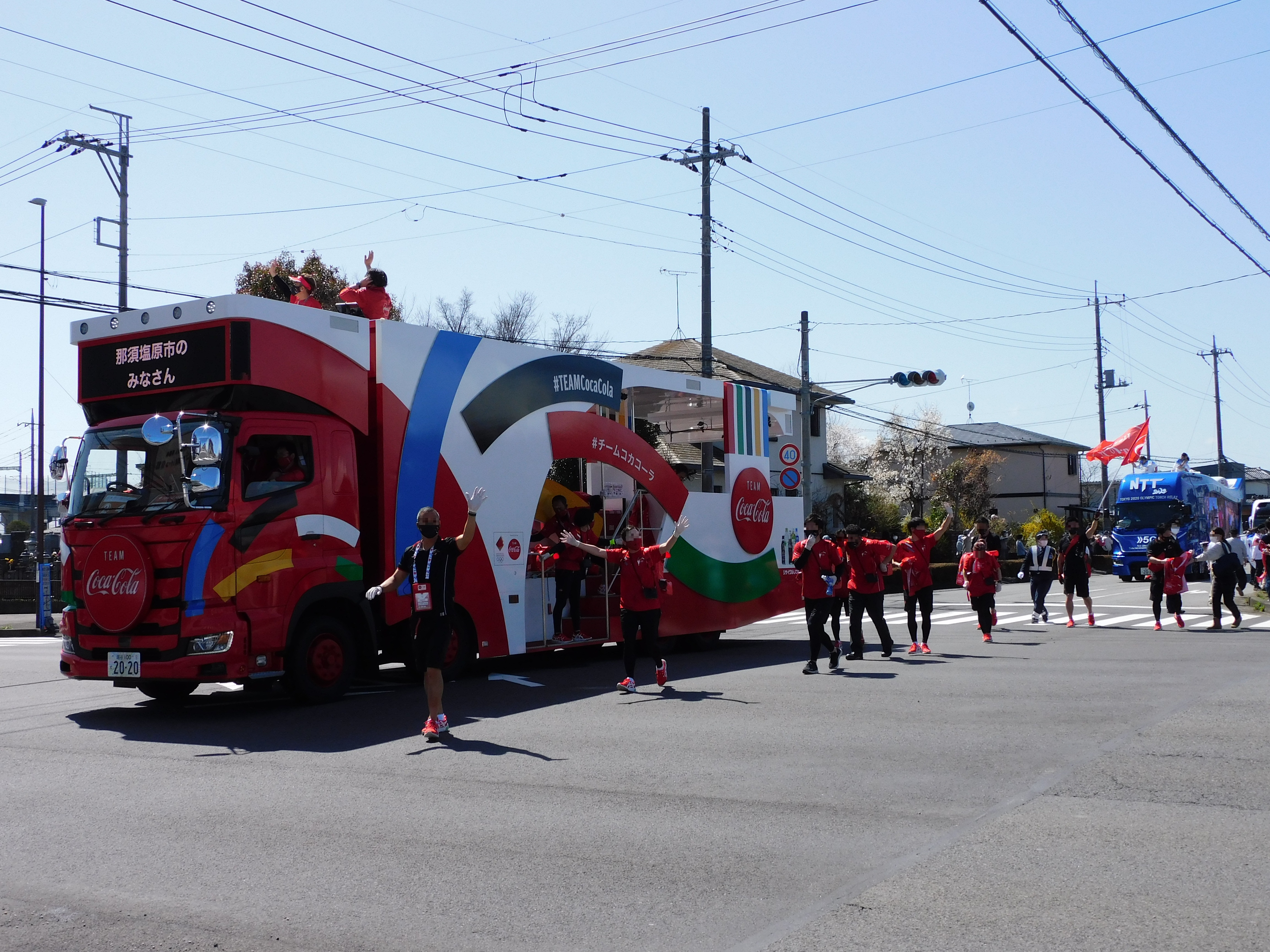
コカ・コーラ
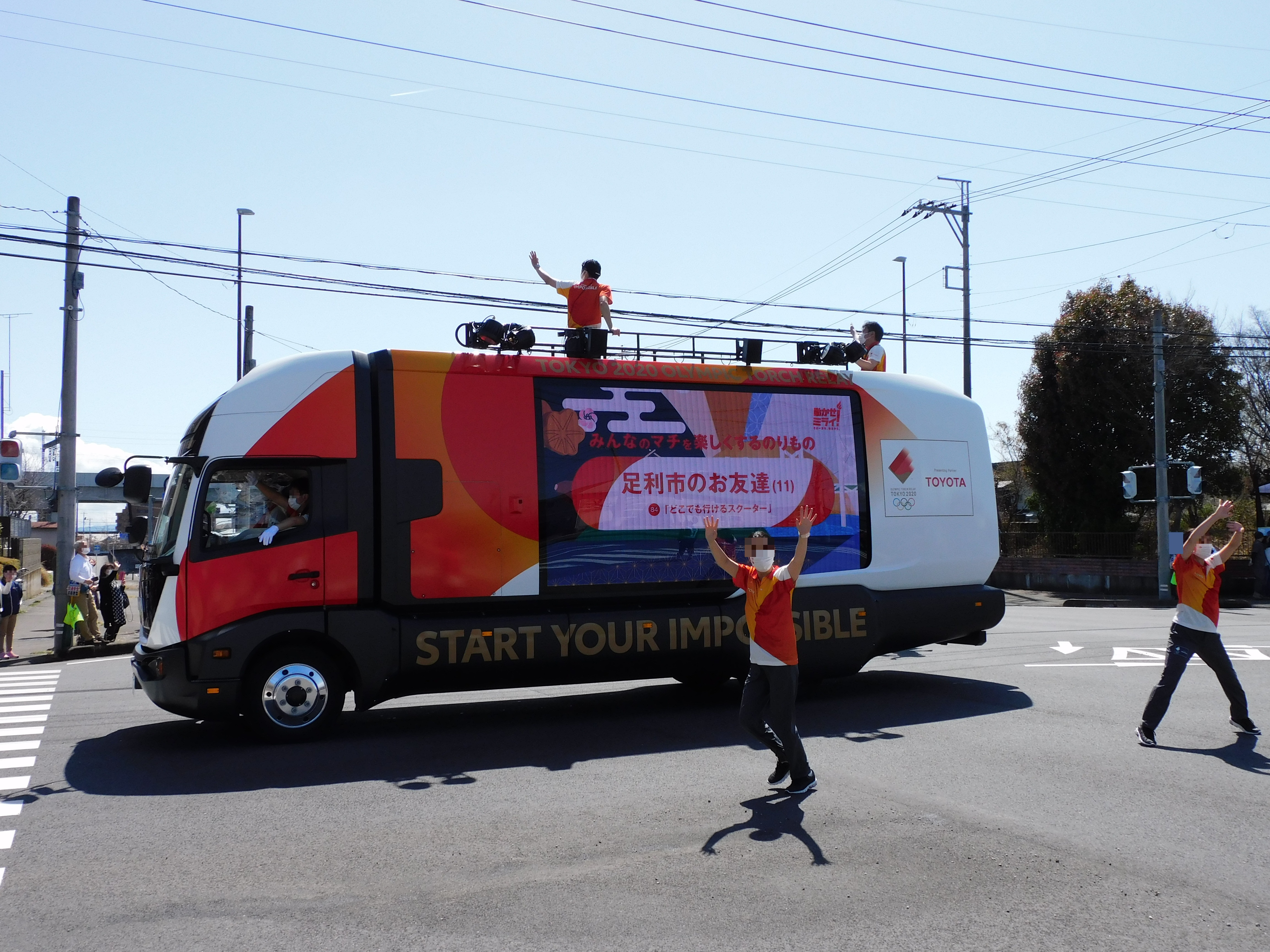
トヨタ
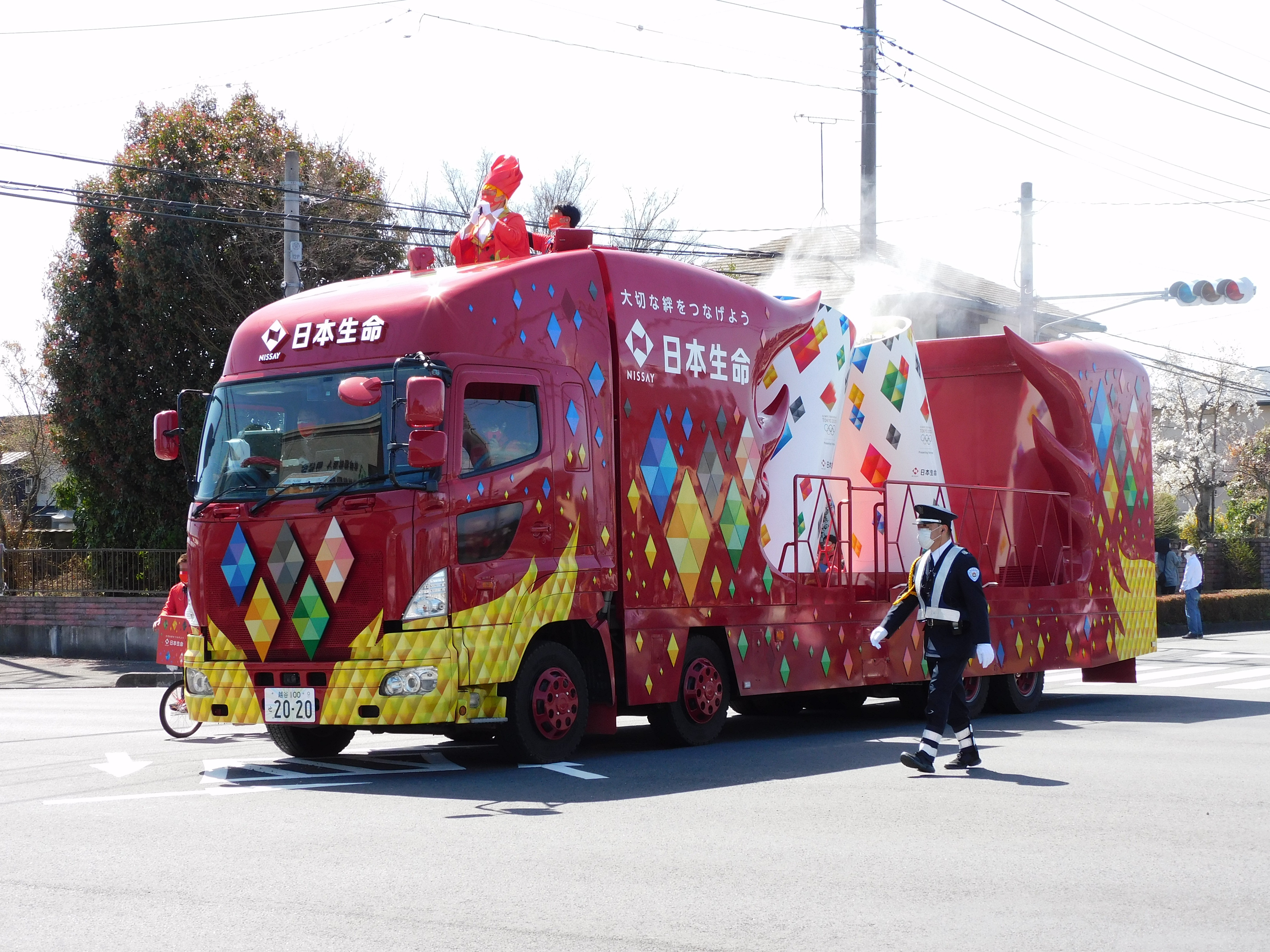
日本生命
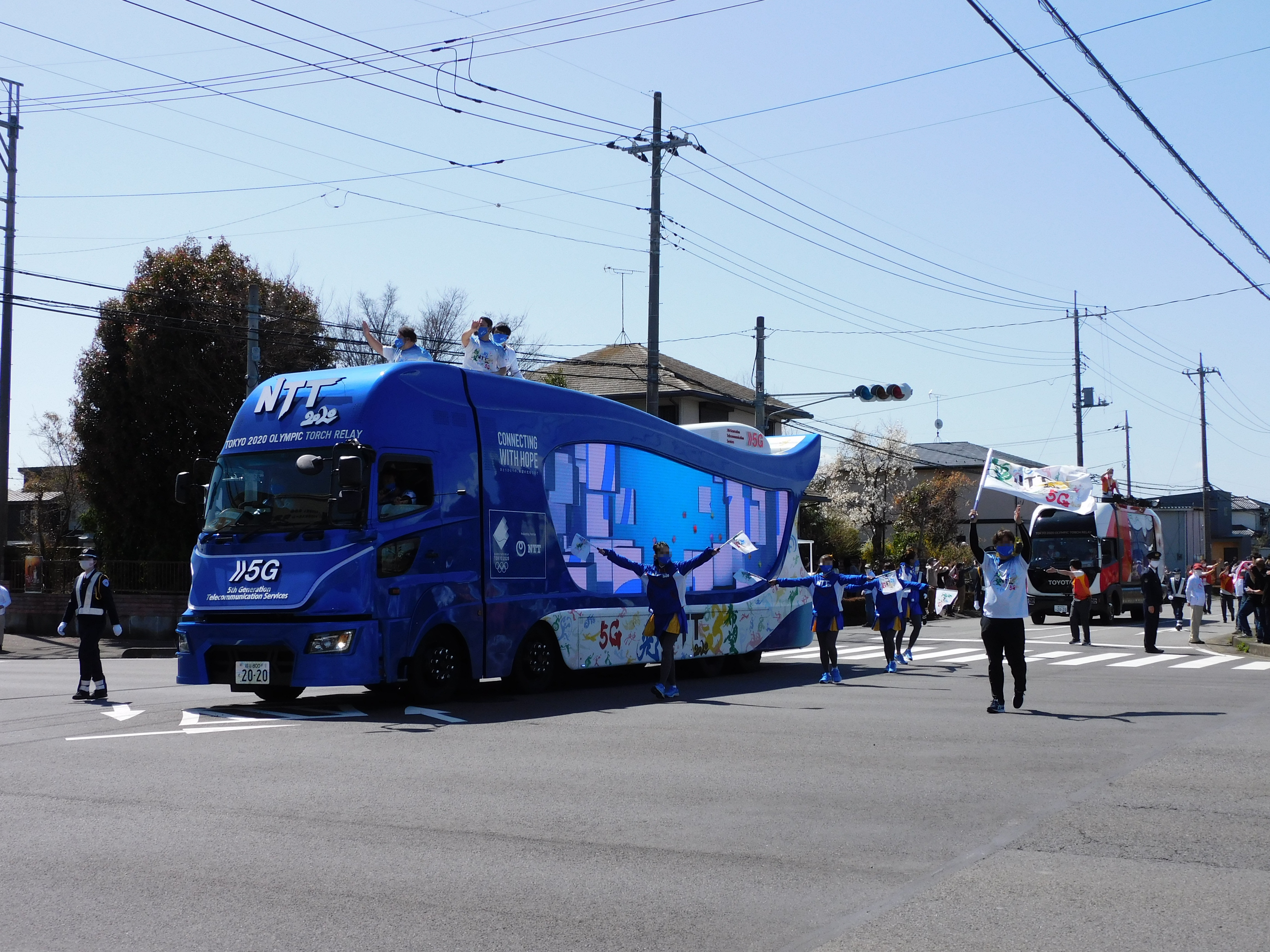
NTT

- サポーティングパートナー
  - パナソニック、ENEOS、日本郵政、全日本空輸、日本航空
- アソシエーティングパートナー
  - NEC、Visa

聖火リレーでは、聖火の走者の前にスポンサー車両が連なり、音楽をかけながら走行した。車列は最長で1キロに及ぶ。

## トラブル・事件
- 4月1日、長野県長野市内で行われた聖火リレーの沿道において、市民団体によるオリンピック開催の反対運動が行われた。聖火リレーの様子は日本放送協会（NHK）の特設サイトにてストリーミング配信されていたが、一時的に消音にする措置が取られた[44][45]。
- 5月25日と26日、京都府で行われた聖火リレーは新型コロナウイルス感染防止対策のため、公道での開催を断念し、代替として亀岡市の京都スタジアム特設コースにて行われたが、その際に芝生にシート状の保護材が被せられ、その上をランナーやテレビ中継車などが走行したため、芝生がコースに沿って変色[46][47][48]。その後行われたJリーグや国際親善のサッカー試合にも影響が出る事態となり、京都府は約1600万円をかけて芝生を張り替えることになった[48][49]。
- 7月4日、茨城県水戸市内を走行中の聖火ランナー・飯島秀雄に向かって、「トーチの火を消せ、東京オリンピック反対」などと言いながら、水鉄砲から液体を発射し、聖火リレーを妨害したとして、同県日立市在住の女性を威力業務妨害の現行犯で逮捕した[50][51]。
- 7月16日、東京都武蔵野市にて行われた点火セレモニーの最中に会場スタッフに向けて爆竹を投げつけたとして、住所不詳の男性を威力業務妨害の現行犯で逮捕した[52][53]。